# 리투파르노 고쉬

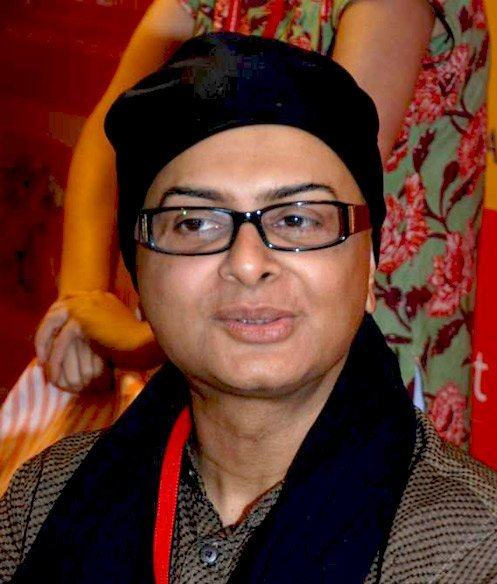

리투파르노 고쉬(Rituparno Ghosh, 1963년 8월 31일 ~ 2013년 5월 30일)는 인도의 영화 감독, 각본가, 배우, 작가이다.
콜카타에서 태어났으며 콜카타에서 사망하였다. 사인은 심근 경색이다.

## 영화
- 사티안웨쉬 (2013년)
- 지반 스므리티 (2013년)
- 더 크라우닝 위시 (2012년)
- 누카 두비 (2011년)
- 저스트 어나더 러브 스토리 (2010년)
- 아들의 연인 (2010년)
- 영원 (2009년)
- 뭄바이 커팅 (2008년)
- 라스트 리어왕 (2007년)
- 그날 밤 그곳엔 누가 있었나 (2003년)
- 멀레이즈 (1999년)
- 4월 19일 (1994년)